# Corinna Cortes
Corinna Cortes (født 31. marts 1961 i Danmark) er en dansk-amerikansk datalog, der arbejder med maskinlæring. Hun er leder af Googles forskningsafdeling i New York.
Cortes har en kandidatgrad i fysik fra Niels Bohr Institutet ved Københavns Universitet (1989) og fik en ph.d. fra Rochester Universitet i 1993.
I 1995 udgav hun med Vladimir Vapnik en nu klassisk videnskabelig artikel med titlen "Support vector networks". 
For dette arbejde modtog hun Paris Kanellakis Theory and Practice Award i 2008. Hun var en årrække ved Bell Labs/AT&T Laboratories.
Cortes blev i 2011 adjungeret professor ved Datalogisk Institut ved Københavns Universitet.
I 2014 blev hun udnævnt til æresalumne ved universitetet.
Sammen med Neil Lawrence undersøgte Cortes i 2014 reproducerbarheden af fagfællebedømmelse for den videnskabelige konference NIPS.
I sin fritid løber Cortes langdistanceløb. Hun har noteret en tid på maraton-distancen på 3:07:44.